# Deltagande förband i Operation Weserübung
Denna artikel listar de militära enheter, på båda sidor, som deltog i Operation Weserübung, Tysklands invasion av Norge och Danmark 1940. Uppställningen följer i huvudsak denna mall:
- Armékår
  - Division
    - Regemente eller Brigad

## Tyskland

### XXI Gruppe
1 mars 1940 döptes tyska 21:a armékåren om till Gruppe XXI, och tilldelades ansvaret för Fall Weserübung, invasionen av Norge. För uppdraget slöts två bergsjägar- och fem infanteridivisioner till gruppen. Chef blev den gamla befälhavaren för 21:a armékåren, General der Infanterie Nikolaus von Falkenhorst och till stabschef utnämndes Oberst Erich Buschenhagen.
- Trupper direkt underställda kårchefen
  - 730. Schwere Artillerie Abteilung
- 2. bergsdivisionen
  - Chef: General Valentin Feurstein
  - Divisionen stred i Nordnorge. 137:e regementet fälldes med fallskärm över Narvik 15 april
  - Regementen:
    - 136. Gebirgsjäger Regiment
    - 137. Gebirgsjäger Regiment
    - 111. Gebirgs Artillerie Regiment
- 3. bergsdivisionen
  - Chef: Generalöverste Eduard Dietl
  - Största delen av divisionen landsteg i Trondheim och Narvik 9 april
  - Regementen:
    - 138. Gebirgsjäger Regiment
    - 139. Gebirgsjäger Regiment
    - 112. Gebirgs Artillerie Regiment
- 69. infanteridivisionen
  - Chef: General Hermann Tittel
  - Olika delar av divisionen landsattes mellan 9 april och 15 april i Bergen, Stavanger och Oslo.
  - Regementen:
    - 159. Infanterie Regiment
    - 193. Infanterie Regiment
    - 236. Infanterie Regiment
    - 169. Artillerie Regiment
- 163. infanteridivisionen
  - General Erwin Engelbrecht
  - Olika delar av divisionen landsteg 9 april i Oslo, Kristiansand, Arendal och [Errata 2]
  - Regementen:
    - 307. Infanterie Regiment
    - 310. Infanterie Regiment
    - 324. Infanterie Regiment
    - 234. Artillerie Regiment
- 181. infanteridivisionen
  - Chef: Generallöjtnant Kurt Woytasch
  - Luftlandsattes i Trondheim 15 april
  - Regementen:
    - 334. Infanterie Regiment
    - 349. Infanterie Regiment
    - 359. Infanterie Regiment
    - 222. Artillerie Regiment
- 196. infanteridivisionen
  - Chef: Generallöjtnant Richard Pellengahr
  - Landsattes i olika omgångar mellan 9 april och 15 april i Oslo.
  - Regementen:
    - 340. Infanterie Regiment
    - 345. Infanterie Regiment
    - 362. Infanterie Regiment
    - 223. Artillerie Regiment
- 214. infanteridivisionen
  - Chef: Generallöjtnant Max Horn.
  - Landsteg i Kristiansand och Arendal 17-18 april
  - Regementen:
    - 355. Infanterie Regiment
    - 367. Infanterie Regiment
    - 388. Infanterie Regiment
    - 214. Artillerie Regiment

### XXXI Korps
Den tyska 31:a armékåren under General der Artillerie Leonhard Kaupisch var under Fall Weserübung underställd XXI Gruppe och ansvarig för anfallet på och ockupationen av Danmark.
- Trupper direkt underställda kårchefen
  - Panzer Abteilung 40. (42 PzKpfw I, 21 PzKpfw II)
  - 4. Motorisierte Machinengewehr Abteilung.
  - 13. Motorisierte Machinengewehr Abteilung.
  - 14. Motorisierte Machinengewehr Abteilung.
  - 1. Abteilung/1. Luftwaffe Regiment "General Göring"
  - 2. Abteilung/6. SS Regiment "Totenkopf"
- 170. Infanterie-Division
  - Chef: Generalleutnant Walter Wittke
  - Anföll Danmark via Jylland 9 april
  - Regementen:
    - 391. Infanterie Regiment
    - 399. Infanterie Regiment
    - 401. Infanterie Regiment
    - 240. Artillerie Regiment
- 198. Infanterie-Division
  - Chef: General der Infanterie Otto Röttig
  - Ockuperade Köpenhamn, Själland och de syd-danska öarna 9 april
  - Regementen:
    - 205. Infanterie Regiment
    - 308. Infanterie Regiment
    - 326. Infanterie Regiment
    - 235. Artillerie Regiment
- 11. Brigade (mot)
  - Chef: Oberst Günther Angern
  - Deltog i invasionen av Danmark, men ersattes av trupper från 160. Sicherungs-Division, när brigaden flyttades till Ruhrområdet inför invasionen av Frankrike.
  - Regementen:
    - 110. Infanterie Regiment (mot)
    - 111. Infanterie Regiment (mot)

### Luftwaffe
Samtliga tyska flygstridskrafter under Fall Weserübung stod under kommando av Luftwaffes X. Fliegerkorps under General der Flieger Hans Geisler.
- Fallskärmstrupper
  - 1. Abteilung/1. Fallschirmjäger Regiment
  - Självständiga kompanier användes för att ta kontroll över viktiga flygfält i norra Danmark (Aalborg), utanför Stavanger (Sola) och i Oslo (Fornebu).
- Flygplan
  - 102 jaktplan (30 Messerschmitt Bf 109E, 70 Messerschmitt Bf 110C).
  - 290 bombplan (He111).
  - 39 störtbombare (Ju87R).
  - 165 spanings- och sjöflyg (Do 17F, He115).
  - 591 transportflyg (580 Ju52, 6 Ju90, 1 G.38, 4 Focke-Wulf Fw 200).

### Kriegsmarine
Högsta befälhavare för de tyska flottstyrkorna under Fall Weserübung var Vizeadmiral Günther Lütjens.

#### Förkortningar
- KzS = Kapitän zur See (motsvarande överste)
- KK  = Korvettenkapitän (motsvarande överstelöjtnant)
- FK  = Fregattenkapitän (motsvarande major)
- KLt = Kapitänleutnant (motsvarande kapten)
- OLt = Oberleutnant (motsvarande löjtnant)

Norge
- Schlachtshiffgruppe (Vizeadmiral Günther Lütjens) (Hade till uppgift att skydda Gruppe I & II)
  - Gneisenau (Slagskepp) (KzS Harald Netzbandt)
  - Scharnhorst (Slagskepp) (KzS Kurt Caesar Hoffmann)
- Gruppe I (Destination: Narvik) (KzS Friedrich Bonte)
  - Z21 Wilhelm Heidkamp (Jagare) (KK Hans Erdmenger)
  - Z2 Georg Thiele  (Jagare) (KK Max Eckhardt Wolf)
  - Z11 Bernd von Arnim (Jagare) (FK Gottfried Pönitz)
  - Z9 Wolfgang Zenker (Jagare) (KK Kurt Rechel)
  - Z12 Erich Giese (Jagare) (KK Karls Smidt)
  - Z13 Erich Koellner (Jagare) (FK Alfred Schulze-Hinrichs)
  - Z17 Dieter von Roeder (Jagare) (KK Erich Holthof)
  - Z19 Hermann Künne (Jagare) (KK Herbert Friedrichs)
  - Z18 Hans Lüdemann (Jagare) (KK Friedrich Kothe)
  - Z22 Anton Schmitt (Jagare) [Errata 3]
- Gruppe II (Destination: Trondheim) (KzS Helmuth Heye)
  - Admiral Hipper (Tung kryssare) (KzS Helmuth Heye)
  - Z5 Paul Jakobi (Jagare) (KK Hans-Georg Zimmer)
  - Z6 Teodor Riedel (Jagare) (KK Gerhardt Böhmig)
  - Z8 Bruno Heinemann (Jagare) (KK Hermann Alberts)
  - Z16 Friedrich Eckholdt (Jagare) (KK Alfred Schemmel)
- Gruppe III (Destination: Bergen) (Konteradmiral Hubert Schmundt)
  - Köln (Lätt kryssare) (KzS Ernst Kratzenberg)
  - Königsberg (Lätt kryssare) (KzS Heinrich Ruhfus)
  - Bremse (Artilleriskolskepp) (FK Jakob Förschner)
  - Leopard (Torpedbåt) (KLt Hans Trummer)
  - Wolf (Torpedbåt) (OLt Broder Peters)
  - 1. Schnellbootflottila (KLt Heinz Birnbacher)
    - S 19
    - S 21
    - S 22
    - S 23
    - S 24

  - Karl Peters (Bunkringsfartyg) (KLt Otto Hinzke)
- Gruppe IV (Destination: Kristianstrand[Errata 4]) (KzS Friedrich Rieve)
  - Karlsruhe (Lätt kryssare) (KzS Friedrich Rieve)
  - Greif (Torpedbåt) (KLt Wilhelm-Nikolaus Freiherr von Lyncker)
  - Luchs (Torpedbåt) (KLt Karl Kaßbaum)
  - Seeadler (Torpedbåt) (KLt Franz Kohlauf)
  - 2. Schnellbootflottila (KK Rudolf Petersen)
    - S 7
    - S 8
    - S 17
    - S 30
    - S 31
    - S 32
    - S 33

  - Tsingtau (Moderfartyg för motortorpedbåtarna) (KzS Carl Klingner)
- Gruppe V (Destination: Oslo) (Konteradmiral Oskar Kummetz)
  - Blücher (Tung kryssare) (KzS Heinrich Woldag)
  - Lützow (Tung kryssare) (KzS August Thiele)
  - Emden (Lätt kryssare) (KzS Werner Lange)
  - Albatros (Torpedbåt) (KLt Siegfried Strelow)
  - Möwe (Torpedbåt) (KLt Helmut Neuss)
  - Kondor (Torpedbåt) (KLt Hans Wilcke)
  - 1. Minenräumflottilla (KLt Gustav Fortsmann)
    - R17 (Minsvepare)
    - R18 (Minsvepare)
    - R19 (Minsvepare)
    - R20 (Minsvepare)
    - R21 (Minsvepare)
    - R22 (Minsvepare)
    - R23 (Minsvepare)
    - R24 (Minesvepare)

  - Walfangboote RAU 7 (Ombyggd valfångstbåt)
  - Walfangboote RAU 8 (Ombyggd valfångstbåt)
- Gruppe VI (Destination: Egersund) (KK Kurt Thoma)
  - 2. Minensuchflottilla (KK Kurt Thoma)
    - M1 (Minletare)
    - M2 (Minletare)
    - M9 (Minletare)
    - M13 (Minletare)

Danmark
- Gruppe VII (Destination: Nyborg, Korsör) (KzS Gustav Kleikamp) 
  - Skolskeppet Schleswig-Holstein (Pre-Dreadnought[Errata 5]) (KzS Gustav Kleikamp)
  - Claus von Bevern (Förrådssbåt)
  - Pelikan (Förrådsbåt)
  - Nautilus (Förrådsbåt)
  - Campias (Transportångare)
  - Cordoba (Ångare)
  - M12 (Minletare) (KK Carl Bünte)
  - 2 Bogserbåtar
- Gruppe VIII (Destination: Köpenhamn) (KK Wilhelm Schroeder)
  - Hansestadt Danzig (Minfartyg) (KK Wilhelm Schroeder)
  - Stettin (Isbrytare)
- Gruppe IX (Destination; Middelfart samt broarna över Bält) (KzS Helmut Leißner)
  - Rugard (Valsbåt)
  - M115 Arkona (Minletare)
  - M129 Otto Braun (Minletare)
  - M157
  - 102 Cressida (Patrullbåt)
  - 103 Silva (Patrullbåt)
  - R6 (Minsvepare)
  - R7 (Minsvepare)
  - 107 (Ubåtsjagare)
  - Passat (Bogserbåt)
  - Monsun (Bogserbåt)
- Gruppe X (Destination: Esbjerg, Nordby) (KzS Friedrich Ruge)
  - F6 Königin Louise (Eskortfartyg)
  - 12. Minensuchflottila (KK Karl Marguth)
    - M1201 (Fiskeångare)
    - M1202 (Fiskeångare)
    - M1203 (Fiskeångare)
    - M1204 (Fiskeångare)
    - M1205 (Fiskeångare)
    - M1206 (Fiskeångare)
    - M1207 (Fiskeångare)
    - M1208 (Fiskeångare)
    - M4 (Minletare)
    - M20 (Minletare)
    - M84 (Minletare)
    - M102 (Minletare)

  - 2. Minenräumflottila (KK Gert von Kamptz)
    - R25 (Minsvepare)
    - R26 (Minsvepare)
    - R27 (Minsvepare)
    - R28 (Minsvepare)
    - R29 (Minsvepare)
    - R30 (Minsvepare)
    - R31 (Minsvepare)
    - R32 (Minsvepare)
- Gruppe XI (Destination: Tyborön) (KK Walter Berger)
  - 4. Minensuchflottila (KK Walter Berger)
    - M134 (Minletare)
    - M111 (Minletare)
    - M136 (Minletare)
    - M61 (Minletare)
    - M110 (Minletare)
    - M89 (Minletare)

  - 3. Minenräumflottila (KLt Hagen Küster)
    - R33 (Minsvepare)
    - R34 (Minsvepare)
    - R35 (Minsvepare)
    - R36 (Minsvepare)
    - R37 (Minsvepare)
    - R38 (Minsvepare)
    - R39 (Minsvepare)
    - R40 (Minsvepare)

  - von der Groeben (Moderfartyg för minsveparna) (OLt Gustav Czycholl)

Minläggargrupp
En minläggargrupp med uppgift att skyddsminera transportlederna opererade i Skagerack
- ?[Errata 6] Minenlegergruppe (KzS Kurt Böhmer)
  - Roland (Minläggare) (KK Karl von Kutzleben)
  - Kobra (Minläggare) (KLt Dr. Ing. Karl-Freidrich Brill)
  - Preussen (Minläggare) (KK Karl Freiherr von der Recke)
  - M6 (Minsökare)
  - M10 (Minsökare)
  - M11 (Minsökare)
  - M12 (Minsökare)

Ubåtsgrupper
- Gruppe 1 (Operationsområde: Narvik-Harstad-Westfjord-Vagsfjord)
  - U-25
  - U-46
  - U-51
  - U-64
  - U-65
- Gruppe 2 (Operationsområde: Trondheim-Namsos-Romdalfjord)
  - U-30
  - U-34
- Gruppe 3 (Operationsområde: Bergen-Aalesund-Shetlandsöarna)
  - U-9
  - U-14
  - U-56
  - U-60
  - U-62
- Gruppe 4 (Operationsområde: vattnen utanför Stavanger)
  - U-1
  - U-4
- Gruppe 5 (Operationsområde: öster om Shetlandsöarna-Vagsfjord-Trondheim)
  - U-37
  - U-38
  - U-47
  - U-48
  - U-49
  - U-50
  - U-52
- Gruppe 6 (Operationsområde: Pentland-Orkneyöarna-Shetlandsöarna)
  - U-13
  - U-57
  - U-58
  - U-59
- Gruppe 7 (Upplöstes innan Fall Weserübung)
- Gruppe 8 (Operationsområde: Lindesnes-Egersund)
  - U-2
  - U-3
  - U-5
  - U-6
- Gruppe 9 (Operationsområde: Shetlandsöarna-Bergen)
  - U-7
  - U-10
  - U-19

Landstigningsgrupper/Tankfartygsgrupper/Transportgrupper
- Destination: Narvik
  - Bärenfels (Ångare)
  - Rauenfels (Ångare)
  - Alster (Ångare)
  - Jan Wellem (Tankfartyg)
  - Kattegatt (Tankfartyg)
- Destination: Trondheim
  - Sao Paulo (Ångare)
  - Levante (Ångare)
  - Main (Ångare)
  - Skagerack (Tankfartyg)
  - Moonsund (Tankfartyg)
- Destination: Oslo
  - Senator (Tankfartyg)
  - Euroland (Tankfartyg)
  - Antares (Transportfartyg)1
  - Jonia (Transportfartyg)1
  - Muansa (Transportfartyg)1
  - Itauri (Transportfartyg)1
  - Niedenfels (Transportfartyg)1
  - Fridenau (Transportfartyg)2
  - Kellerwald (Transportfartyg)2
  - Hamm (Transportfartyg)2
  - Wigbert (Transportfartyg)2
  - Espana (Transportfartyg)2
  - Rosario (Transportfartyg)2
  - Tucuman (Transportfartyg)2
  - Hanau (Transportfartyg)2
  - Wolfram (Transportfartyg)2
  - Wandsbek (Transportfartyg)2
  - Scharhörn (Transportfartyg)2
- Destination: Kristiansand
  - Wiegand (Transportfartyg)1
  - Westsee (Transportfartyg)1
  - Kreta (Transportfartyg)1
  - August Leonhardt (Transportfartyg)1
- Destination: Stavanger
  - Roda (Ångare)
  - Dollart (Tankfartyg)
  - Tübingen (Transportfartyg)1
  - Tijuca (Transportfartyg)1
  - Mendoza (Transportfartyg)1
- Destination: Bergen
  - Belt (Tankfartyg)
  - Marie Leonhardt (Transportfartyg)1
  - Curityba (Transportfartyg)1
  - Rio de Janeiro (Transportfartyg)1

1 = Tillhörande första avdelningen av Transportfartyg

2 = Tillhörande andra avdelningen av Transportfartyg

## Danmark
På grund av en non-aggressionspakt med Tyskland togs de danska trupperna mer eller mindre på sängen av invasionen, och man hann således varken mobilisera reserver eller bygga befästningar. Endast mindre enheter hade någon möjlighet att bjuda motstånd mot tyskarna.

### Den danske hær
Överbefälhavare för den danska armén var General William Wain Prior.
- Sjællandske Division
  - Baserad i Köpenhamn och i östra Danmark.
  - Chef: Generalmajor Hans Aage Rolsted
  - Regementen:
    - Den Kongelige Livgarde
    - Gardehusar regimentet
    - 1. Regiment
    - 4. regiment
    - 5. regiment
    - 1. Feltartilleri regiment
    - 2. Feltartilleri regiment
- Jydske Division
  - Baserad i Viborg, Haderslev och på andra platser på den Jylländska halvön.
  - Chef: Generalmajor Frederick Christian Essemann
  - Regementen:
    - Jydske Dragon Regiment
    - 2. Regiment
    - 3. Regiment
    - 6. Regiment
    - 7. Regiment
    - 3. Feltartilleri Regiment

### Danska flottan
Danmarks flotta bestod vid tidpunkten av invasionen endast av en handfull kustgående fartyg.
- 2 Pansarskepp - Niels Juel och Peder Skram.
- 6 Torpedbåtar.
- 7 Ubåtar.
- 3 Minfartyg.
- 9 Minsvepare.
- 4 Vedettbåtar.

### Danska stridsflygplanen[1]
- Marinens Flyvevæsen:
  - 1. Luftflotille
    - 13 Heinkel HE 8 spaningsflygplan (pontonflygplan)
    - 2 Hawker Dantorp torpedflygplan (pontonflygplan)
    - 1 Dornier Do J/III Wal flygbåt

  - 2. Luftflotille
    - 8 Hawker Nimrod jaktflygplan
    - 2 De Havilland Moth skolflygplan
    - 2 Avro Tutor skolflygplan
- Hærens Flyvertropper: (arméns flygkår)
  - 1. Eskadrille (Sjællandske Flyverafdeling)
    - 9 Gloster Gauntlet jaktflygplan

  - 2. Eskadrille (Jydske Flyverafdeling)
    - 7 Fokker D.XXI jaktflygplan
    - 3 Fokker C V M/26 spaningsflygplan

  - 3. Eskadrille (Sjællandske Flyverafdeling)
    - 8 Fokker C V M/33 spaningsflygplan
    - 3 Fokker C V M/26 spaningsflygplan

  - 5. Eskadrille (Jydske Flyverafdeling)
    - 9 Fokker C V M/33 spaningsflygplan
    - 2 Fokker C V M/26 spaningsflygplan
    - 1 De Havilland Dragonfly skolflygplan
    - 1 Cierva C.30 autogiro
- Hærens Flyveskole:
  - 7 De Havilland Tiger Moth skolflygplan
  - 9 O-maskiner (Fokker C) skolflygplan

## Norge
Det tyska anfallet mot Norge kom så plötsligt, och med en sådan hastighet och kraft att den norska armén bara var delvis mobiliserad vid landstigningen. Den faktiska styrkan på enheterna var dessutom långt ifrån så stark som den såg ut på papperet, då norrmännen vid vissa tillfällen var tvungna att improvisera fram bataljoner utan någon som helst samträning. Den norska överbefälhavaren, general Kristian Laake, ersattes dessutom den 11 april av överste Otto Ruge, vilket ytterligare försämrade truppernas kvalitet.

### Hæren
- H.M. Kongens Garde - baserad på Røa i Oslo och i Elverum, var den enda enhet som hade fått tidsenlig utrustning och utbildning under mellankrigstiden.
- 1:e Divisjon
  - Baserad i Halden och vid gränsforten Fredriksten och Sarpsborg.
  - Chef: Generalmajor Carl J. Erichsen.
  - Regementen:
    - Østfold infanteriregment, IR 1
    - Jegerkorpset, IR 2
    - Telemark infanteriregiment, IR 4
    - Akershus dragonregiment, DR 1
    - Artilleriregiment 1, AR 1
- 2:e Divisjon
  - Baserad i Oslo
  - Chef: Generalmajor Jacob Hvinden Haug.
  - Regementen:
    - Akershus infanteriregiment, IR 4
    - Østoppland infanteriregiment, IR 5
    - Vestoppland infanteriregiment, IR 6
    - Opplands dragonregiment, DR 2
    - Artilleriregiment 2, AR 2
- 3:e Divisjon
  - Baserad i Sydnorge runt Kristiansand och Stavanger
  - Chef: Generalmajor Einar Liljedahl.
  - Regementen:
    - Agder infanteriregiment, IR 7
    - Rogaland infanteriregiment, IR 8
- 4:e Divisjon
  - Baserad på Vestlandet och speciellt i Bergen
  - Chef: Generalmajor William Steffens
  - Regementen:
    - Hordaland infanteriregiment, IR 9
    - Sogn og Fjorande infanteriregiment, IR 10
- 5:e Divisjon
  - Baserad i Trøndelag och södra Nordland, bl.a. i Trondheim och Molde
  - Chef: Generalmajor Jacob Ager Laurantzon.
  - Regementen:
    - Møre infanteriregiment, IR 11
    - Sør-Trøndelag infanteriregiment, IR 12
    - Nord-Trøndelag infanteriregiment, IR 13
    - Artilleriregiment 3, AR 3
- 6:e Divisjon
  - Specialiserad på att försvara Nordnorge och vinterhamnarna i Mosjøen, Narvik och Tromsø.
  - Chef: Generalmajor Carl Gustav Fleischer.
  - Regementen:
    - Sør-Hålogaland infanteriregiment, IR 14
    - Nord-Hålogaland infanteriregiment, IR 15
    - Troms infanteriregiment, IR 16

### Sjøforsvaret
- 4 Pansarskepp - Eidsvold, Norge
- 7 Jagare.
- 10 Minfartyg.
- 8 Minsvepare.
- 9 Ubåtar.
- 17 Torpedbåtar.
- 58 Patrullbåtar.

## De allierade

### Mauriceforce
Under kommando av Major-General Carton de Wiart V.C. landsteg denna grupp i Namsos 14 april.
- Brittiska 146th (Territorial) Infantry Brigade
- Chef: Brigadier Charles G. Phillips.
  - 1st/4th Battalion, Royal Lincolnshire Regiment.
  - 1st/4th Battalion, King's Own Yorkshire Light Infantry.
  - Hallamshire Battalion, York and Lancaster Regiment.
- Franska 5e Demi-Brigade Chasseurs Alpins
- Chef: Général de Brigade Antoine Béthouart.
  - 13ème Battalion Chasseurs Alpins.
  - 53ème Battalion Chasseurs Alpins.
  - 67ème Battalion Chasseurs Alpins.

### Avonforce
Under kommando av Major-General Pierse Joseph Mackesy landsteg denna styrka i Harstad 17 april.
- Brittiska 24th (Guards) Brigade
- Chef: Brigadier the Hon. W. Fraser
  - 1st Battalion Scots Guards (Lieut.-Colonel T. B. Trappes-Lomax).
  - 1st Battalion Irish Guards (Lieut.-Colonel W. B. Faulkner).
  - 2nd Battalion The South Wales Borderers (Lieut.-Colonel W. Gottwaltz).
  - 3rd Light Anti-Aircraft Battery, Royal Artillery.
  - 229th Field Company, Royal Engineers.
  - 230th Field Company, Royal Engineers.
  - 231st Field Park Company, Royal Engineers (Detatchment)

### Sickleforce
Under kommando av Major-General Bernard Charles Tolver Paget landsteg denna styrka i Åndalsnes 18 april.
- Brittiska 15th Brigade
- Chef: Brigadier Herbert Edward Fitzroy Smyth.
  - 1st Battalion, Green Howards.
  - 1st Battalion, King's Own Yorkshire Light Infantry.
  - 1st Battalion, York and Lancaster Regiment.
- Brittiska 148th (Territorial) Brigade
- Chef: General Harold de Riemer Morgan.
  - 1st/5th Battalion, Royal Leicestershire Regiment.
  - 1st/8th Battalion, Sherwood Foresters.
- 168th Light Anti-Aircraft Artillery Battery, Royal Artillery
- 260th Heavy Anti-Aircraft Artillery Battery, Royal Artillery
- 55th Field Company Royal Engineers (minus 1 sektion)

### Rupertforce
Under kommando av Major-General Pierse Joseph Mackesy landsteg denna styrka i Harstad 15 april och Narvik 5 maj.
- Brittiska 24th (Guards) Brigade
- Chef: Brigadier William Fraser.
  - 1st Battalion, Scots Guards.
  - 1st Battalion, Irish Guards.
  - 2nd Battalion, South Wales Borderers.
- Franska 27e Demi-Brigade de Chasseurs Alpins
- Chef: Lieutenant-colonel Sèrge Valentini.
  - 6ème Battalion Chasseurs Alpins.
  - 12ème Battalion Chasseurs Alpins.
  - 14ème Battalion Chasseurs Alpins.
- Franska 13e Demi-Brigade de Légion Étrangèr
- Chef: Lieutenant-colonel Magrin-Verneret.
  - 1er Battalion
  - 2ème Battalion.
- Polska "Podhale"-brigaden
- Chef: General Zygmunt Bohusz-Szyszko.
  - 1st Demi-Brigade
    - 1 Battalion.
    - 2 Battalion.

  - 2nd Demi-Brigade
    - 3 Battalion.
    - 4 Battalion.
- En tropp ur 3rd King's Own Hussars
- 203rd Field Battery/51st Field Regiment.
- Franska 342me Compagnie Blindée.
- Franska 2me Independente Artillerie Colonial.
- Brittiska 1st, 2nd, 3rd, 4th och 5th Independent Companies.

### Scissorforce
Under kommando av Brigadier C. McV. Gubbins. Opererade från Mosjöen, Mo i Rana och Bodø.
- 1. 9-11 maj
  - Nr 1, 2, 3, 4, 5 Independent Companies
  - 1 sektion ur 166th Light Anti-Aircraft Battery, Royal Artillery
- 2. 12-22 maj
  - 1st Btn Scots Guards.
  - Nr 1, 2, 3, 4, 5 Independent Companies.
  - 1 tropp ur 203rd Field Battery, Royal Artillery.
  - 1 tropp ur 55th Light Anti-Aircraft Battery, Royal Artillery.
  - Detachement 230th Field Company, Royal Engineers.
- 3. 23-29 maj
  - 1st Btn Scots Guards.
  - 1st Btn Irish Guards.
  - 2nd Btn The South Wales Borderers.13
  - Nr 1, 2, 3, 4, 5 Independent Companies.
  - 1 tropp ur 203rd Field Battery, Royal Artillery.
  - 1 tropp ur 55th Light Anti-Aircraft Battery, Royal Artillery.
  - Detachement 230th Field Company, Royal Engineers.

### Royal Navy
- 4 Slagskepp -  HMS Resolution, HMS Rodney, HMS Valiant och HMS Warspite.
- 2 Slagkryssare - HMS Renown och HMS Repulse.
- 3 Hangarfartyg - HMS Ark Royal, HMS Furious och HMS Glorious.
- 4 Tunga kryssare - HMS Berwick, HMS Devonshire, HMS Suffolk och HMS York.
- 11 Lätta kryssare - HMS Birmingham, HMS Effingham, HMS Glasgow, HMS Manchester, HMS Sheffield, HMS Southampton, HMS Arethusa, HMS Aurora, HMS Coventry , HMS Curlew, HMS Enterprise, HMS Galatea och HMS Penelope.
- 4 Luftvärnskryssare - HMS Cairo, HMS Carlisle, HMS Curacoa, HMS Calcutta.
- 21 Jagare - HMS Acasta (sänkt 8 juni), HMS Afridi (sänkt 3 maj), HMS Ardent (sänkt 8 juni), HMS Bedouin, HMS Cossack, HMS Eskimo, HMS Punjabi, HMS Hero, HMS Icarus, HMS Kimberley, HMS Forester, HMS Foxhound, HMS Hardy (sänkt 10 april), HMS Hunter (sänkt 10 april), HMS Hotspur, HMS Havock, HMS Hostile, HMS Gurkha (sänkt 9 april), HMS Glowworm (sänkt 8 pril), HMS Wolverine, HMS Zulu, HMS Kelly.
- 17 Ubåtar.

### Övriga flottstyrkor
- 2 franska kryssare: Emile Bertin och Montcalm.
- 11 franska jagare.
- 1 fransk ubåt.
- 3 polska jagare.
- 1 polsk ubåt: Orzel

## Erratanoter
1. ↑  Oklart om "förre" eller "åldrige" avses.
2. ↑  Meningen avhuggen, text saknas.
3. ↑  Befälhavare saknas.
4. ↑  Skall troligen vara Kristiansand.
5. ↑  Troligen avses tidigt slagskepp.
6. ↑  Beteckning saknas.